# Umidità relativa

Diagramma psicrometrico, utilizzato per descrivere le proprietà dell'aria umida

L'umidità relativa (spesso indicata con la sigla UR o RH, dall'inglese relative humidity) è un indice della quantità di vapore contenuto in una miscela aeriforme-vapore. È definita come il rapporto tra la densità del vapore contenuto nella miscela (per esempio quella del vapore acqueo nell'aria umida) e la densità del vapore saturo alla temperatura della miscela.
Per definizione è un numero reale compreso tra 0 e 1: un'umidità relativa unitaria (100%) indica che il miscuglio gassoso contiene la massima quantità di umidità possibile per le date condizioni di temperatura e pressione, e non esistono valori superiori (a meno di sovrasaturazioni). Lo strumento usato per misurare l'umidità relativa si chiama igrometro.
L'umidità relativa in un sistema chiuso aumenta al diminuire della temperatura dato che man mano cala anche la pressione di saturazione, fino ad una temperatura limite che per una miscela aria-vapore acqueo è circa -40 °C, a cui è unitaria per una quantità di vapore nulla.